# Ripley's Game (película)
Ripley's Game (titulada El juego de Ripley en España y El amigo americano en Hispanoamérica) es una película de suspense italo-estadounidense dirigida por Liliana Cavani y protagonizada por John Malkovich. Estrenada en el Festival Internacional de Cine de Venecia de 2002, la película está basada en la novela homónima de Patricia Highsmith y con una banda sonora creada por Ennio Morricone.

## Sinopsis
Tom Ripley (John Malkovich) es un asesino retirado, culto y educado que vive ahora en una villa en la región italiana de Véneto con su novia Luisa (Chiara Caselli), una música que toca el clave. Un antiguo socio de Berlín llama a Ripley para encargarle un trabajo más. En lugar de encargarse personalmente, decide jugar con Jonathan Trevanny (Dougray Scott), un enmarcador del pueblo, e intentar convertirle en un asesino. Jonathan, casado y con un hijo de corta edad, se está muriendo de cáncer. Si entra en el juego, dejará a su mujer y a su hijo una considerable herencia.

## Reparto
- John Malkovich... Tom Ripley
- Hanns Zischler... Contrabandista de arte
- Paolo Paoloni... Franco
- Maurizio Lucà... Ayudante de Franco
- Dougray Scott... Jonathan Trevanny
- Evelina Meghangi... Maria
- Chiara Caselli... Luisa Harari
- Lena Headey... Sarah Trevanny
- Sam Blitz... Matthew Trevanny
- Emidio La Vella... Zapatero
- Lutz Winde... Ernst
- Nikolaus Deutsch... Dr. Wentzel
- Wilfried Zander... Belinsky
- Ray Winstone... Reeves

## Recaudación
| País        | Recaudación |
| ----------- | ----------- |
| España      | 980.253€    |
| Reino Unido | 917.414£    |
| Italia      | 442.392€    |

## La otra versión cinematográfica
En 1977 se hizo una versión alemana de la misma novela titulada El amigo americano (Der Amerikanische Freund), dirigida por Wim Wenders y protagonizada por Dennis Hopper (en el papel de Tom Ripley) y Bruno Ganz. Esta versión ganó el premio de la academia francesa a la mejor dirección, y fue candidata a la Palma de Oro y a los premios César.

## Otras películas de la serie "Ripley"

### El talento de Mr. Ripley(1955)
- A pleno sol (Plein Soleil), película francesa dirigida por René Clément en 1960 y protagonizada por Alain Delon (Tom Ripley), Maurice Ronet y Marie Laforêt.
- El talento de Mr. Ripley (The Talented Mr. Ripley), película estadounidense dirigida por Anthony Minghella en 1999 y protagonizada por Matt Damon (Tom Ripley), Gwyneth Paltrow, Jude Law, Cate Blanchett y Philip Seymour Hoffman. Cinco nominaciones a los Premios Óscar en 2000.

### La máscara de Ripley(1970)
- Mr. Ripley el regreso (Ripley Under Ground), película estadounidense dirigida por Roger Spottiswoode en 2005 y protagonizada por Barry Pepper (Tom Ripley), Jacinda Barrett, Tom Wilkinson y Willem Dafoe.